# Воренсбург (Њујорк)
Воренсбург (енгл. Warrensburg) насељено је место без административног статуса у америчкој савезној држави Њујорк.

## Демографија
По попису из 2010. године број становника је 3.103, што је 105 (-3,3%) становника мање него 2000. године.
| Група             | 2000.         | 2010.         |
| Белци             | 3.144 (98,0%) | 2.974 (95,8%) |
| Афроамериканци    | 4 (0,1%)      | 8 (0,3%)      |
| Азијати           | 14 (0,4%)     | 18 (0,6%)     |
| Хиспаноамериканци | 16 (0,5%)     | 72 (2,3%)     |
| Укупно            | 3.208         | 3.103         |